# Rescatando Comunas de Guayaquil-Daular
Daular es una localidad rural del cantón Guayaquil en la provincia de Guayas, Ecuador. Se encuentra ubicada en el suroeste del municipio, dentro de la parroquia Chongón, cerca de la vía a la Costa y a pocos kilómetros del futuro Aeropuerto Internacional de Guayaquil, cuya construcción está transformando el entorno socioeconómico y territorial de la zona.

## Historia
La fundación de Daular se remonta al siglo XVIII. En 1785, cinco familias provenientes de Conchao, en el actual cantón de Salitre, migraron hacia el sur debido a una sequía. Al encontrar tierras fértiles y acceso al agua, establecieron un nuevo asentamiento. La fecha tradicionalmente reconocida como fundación es el 3 de mayo de 1787, cuando el poblado fue denominado originalmente Daudal, un topónimo de origen puruhá-mochica que significa "abundante pasto".
En el siglo XIX, la localidad experimentó cambios administrativos y demográficos. En 1820, se fundó el Puerto de Bajo Grande, un centro de comercio maderero ubicado a un kilómetro de Daular, que atrajo a familias de Posorja. En 1850, el nombre fue castellanizado oficialmente a "Daular". En 1899, la comunidad fue afectada por una serie de diez temblores ocurridos durante un fenómeno de El Niño.
Durante el siglo XX, Daular se consolidó como una comunidad rural. En 1915, se construyó el cementerio Las Conchitas, el primer camposanto local. En 1943, el Puerto de Bajo Grande fue saqueado por piratas el 16 de diciembre, lo que llevó a su abandono y al traslado de su población a Daular, fusionando ambos asentamientos. El 25 de enero de 1943, la comuna fue reconocida oficialmente mediante el Acuerdo Ministerial Nº 1326.

## Geografía
Daular se localiza a una altitud de aproximadamente 17 metros sobre el nivel del mar, con coordenadas geográficas de latitud -2.33782 y longitud -80.1561. Se encuentra en el km 34 de la vía a la Costa, extendiéndose hacia Posorja. Según el Plan de Desarrollo Integral de la Zona del Aeropuerto Daular–Chongón (2009), la zona de influencia abarca cerca de 55 kilómetros lineales y una superficie aproximada de 1340 km², integrando varias comunidades rurales.
El relieve es predominantemente plano, con presencia de esteros y zonas bajas propensas a inundaciones. El suelo es utilizado principalmente para agricultura de secano, ganadería y acuicultura. La vegetación corresponde al bosque seco tropical, un ecosistema amenazado caracterizado por árboles de hoja caduca como el guayacán, pechiche, ceibo y guachapelí. Este hábitat ha sido fragmentado por la expansión agrícola y urbana.

## Economía
La economía de Daular se basa principalmente en la agricultura de subsistencia, la ganadería lechera y la acuicultura. Las familias cultivan maíz, hortalizas y frutas como mango, cacao y limón, muchas veces destinadas al autoconsumo o a mercados locales. El sistema de riego del Embalse Chongón, impulsado por CEDEGE desde 1991, ha permitido ampliar el aprovechamiento de más de 19.500 hectáreas de tierras productivas.
La acuicultura es un sector estratégico, con aproximadamente 20.000 hectáreas dedicadas a la cría de camarón, operadas por medianas y grandes empresas orientadas a la exportación. Este sector ha enfrentado desafíos como enfermedades (por ejemplo, la "mancha blanca") y fluctuaciones en la demanda internacional.
La ganadería lechera ha mejorado su productividad gracias a la asistencia técnica del Ministerio de Agricultura y Ganadería, que ha promovido la inseminación artificial y buenas prácticas ganaderas.

## Infraestructura y desarrollo urbano
Desde 2012, el Municipio de Guayaquil ha proyectado la expansión urbana hacia Daular como parte de un nuevo polo de desarrollo. Este proceso se ha acelerado con la construcción del Aeropuerto Internacional de Guayaquil, cuyo emplazamiento está previsto en las cercanías de Daular.
Este megaproyecto ha impulsado inversiones en infraestructura vial, con la planificación de una malla vial de 143 km que conectará Guayaquil con Posorja. Entre las obras destacan:
- El anillo vial de Chongón (6,2 km, inaugurado en diciembre de 2024).
- La construcción de pasos peatonales y vehiculares.
- Un túnel de 3,5 km bajo el Cerro Blanco para reducir el impacto ambiental.
- Expropiaciones de terrenos por USD 17 millones para garantizar el acceso al aeropuerto.
El plan maestro contempla la creación de una "aerotrópolis", un modelo urbano que integra zonas logísticas, residenciales, agroindustriales y turísticas, con una inversión proyectada de hasta 1.500 millones de dólares.

## Condiciones sociales
Daular es una comunidad rural con baja densidad poblacional. Según el Plan de Desarrollo Integral (AAG, 2009), la población de la zona es de aproximadamente 17.000 habitantes. La educación es limitada, con instituciones como la Unidad Educativa Don Bosco San Pedro de Daular y la Escuela Pedro Pablo Barrezueta, que ofrecen educación básica. Muchos jóvenes deben trasladarse a Guayaquil para continuar sus estudios, lo que contribuye a la migración juvenil.
La cobertura de servicios básicos es insuficiente. Según informes del Municipio de Guayaquil, muchas áreas rurales del cantón presentan limitaciones en acceso a agua potable, saneamiento y transporte regular.

## Participación comunitaria
Pese a las limitaciones, Daular cuenta con una fuerte organización social. Se destacan iniciativas como:
- El vivero comunal, impulsado por la Autoridad Aeroportuaria de Guayaquil (AAG) y el Grupo de Mujeres Daular, con apoyo de Fundación Nobis, que produce especies nativas para la reforestación.
- El programa de huertos escolares, promovido por el MAG, que mejora la seguridad alimentaria de las familias participantes.
- Mingas y comités barriales que fomentan la autogestión y la cooperación comunitaria.

## Impacto ambiental y sostenibilidad
La expansión urbana y la construcción del aeropuerto han generado preocupaciones ambientales. La Autoridad Aeroportuaria de Guayaquil ha reconocido la importancia de preservar el bosque seco tropical, hábitat de aves y mamíferos, y ha implementado proyectos de mitigación.
Se han desarrollado iniciativas sostenibles, como viveros agroecológicos, lombricultura e insecticidas naturales, como parte de la responsabilidad social ambiental de la AAG.